# آرژانتین در المپیک تابستانی ۱۹۲۸
آرژانتین در بازی‌های المپیک تابستانی ۱۹۲۸ که در شهر آمستردام برگزار شد، کاروان آرژانتین با ۸۱ ورزشکار در این رقابت‌ها شرکت کرد و موفق به کسب ۷ مدال (۳ طلا، ۳ نقره، ۱ برنز) شد. در جدول رتبه‌بندی توزیع مدال‌ها، آرژانتین در ردهٔ ۱۲ مسابقات قرار گرفت.